# Bob Zimmerman (componist)
Bob Zimmerman (Amsterdam, 1948) is een Nederlands componist en arrangeur.

## Biografie

### Jeugd
Zimmerman werd geboren in 1948 in Amsterdam. Hij groeide op in een cultureel gezin en schreef zijn eerste composities op zevenjarige leeftijd. Hij studeerde op het Koninklijk Conservatorium in Den Haag klarinet en volgde hierna een tweede studie met piano als hoofdinstrument. Na zijn studie ging hij werken voor diverse theaterproducties, waarmee hij snel naam maakte.

### Carrière
In 1982 begon hij een samenwerking met cabaretier Seth Gaaikema als opvolger van Henk van Dijk. Die samenwerking zou tot 2000 duren. Zimmerman is sinds 1995 de vocale coach van de a capella zanggroep Montezuma's Revenge. Ook is hij een van de vaste arrangeurs van het Metropole Orkest. In 1983 schreef hij zijn eerste filmscore voor de film An Bloem van Peter Oosthoek. In 1989 volgde De Avonden van Rudolf van den Berg en ook de scores van For my baby (1997), Snapshots (2002), Tirza (2010) en Süskind (2012) en de muziek bij de documentaire Staal & Lavendel over Cornelis Verolme (2007), alle onder de regie van Van den Berg. De laatste jaren heeft hij gewerkt aan musicalprogramma's rond de liedjes van Harry Bannink, Ramses Shaffy en Toon Hermans.

### Relatie met het Koninklijk Huis
Zimmerman heeft ook gewerkt voor het Nederlandse Koninklijk Huis. In 2000 en 2002 maakte hij arrangementen voor twee cd's van Prinses Christina. In 2002 schreef hij tevens het arrangement van de tango Adiós Nonino van Ástor Piazzolla, dat door bandoneonspeler Carel Kraayenhof gespeeld werd op het huwelijk van Prins Willem-Alexander en Máxima Zorreguieta.
Ter gelegenheid van de achttiende verjaardag van de Prinses van Oranje  componeerde hij  'Amalia achttien', een stuk voor carillon dat op 7 december 2021, de verjaardag van  prinses Amalia, alom in den lande werd uitgevoerd.

## Techniek
Zimmerman schrijft zijn composities niet op piano, maar werkt uit het hoofd. Hierna schrijft hij de partijen uit op partituur en verwerkt ze tot demo's in het computerprogramma Cubase.

## Filmografie
- 1983: An Bloem
- 1989: De Avonden
- 1997: For my baby
- 2002: Snapshots
- 2007: Staal & Lavendel
- 2010: Tirza
- 2012: Süskind
- 2013: De Nieuwe Wildernis
- 2015: Holland: Natuur in de Delta

- Digitale Bibliotheek voor de Nederlandse Letteren: zimm013
- International Standard Name Identifier: 0000 0000 3725 8049
- Library of Congress Control Number: n85160786
- MusicBrainz: 25b0096f-529a-40e6-824a-96a14ed26650
- Nationale Bibliotheek van Israël: 987007336933005171
- Nederlandse Thesaurus van Auteursnamen: 071934804
- Système universitaire de documentation: 180863991
- Virtual International Authority File: 6370075
- WorldCat: E39PBJdh4TMmtkTXWYggCHQKBP